# Picus (geslacht)
Picus is een geslacht van vogels uit de familie van de spechten (Picidae). De wetenschappelijke naam van het geslacht werd in 1758 gepubliceerd door Carl Linnaeus. De naam 'Picus' (laat-Latijn voor 'specht') nam hij over van onder anderen Conrad Gesner, Ulisse Aldrovandi, Francis Willughby, John Ray, Eleazar Albin en Johann Leonhard Frisch. Het geslacht omvat grote, overwegend groene spechtensoorten, die zich meer op de grond voeden dan spechten uit andere geslachten. Het gezamenlijke verspreidingsgebied ligt in Europa, Azië en Noord-Afrika.

## Soorten
- Picus awokera – Japanse groene specht
- Picus canus – Grijskopspecht
- Picus chlorolophus – Kleine geelkuifspecht
- Picus dedemi – Sumatraanse grijskopspecht
- Picus erythropygius – Zwartkopspecht
- Picus puniceus – Vuurvleugelspecht
- Picus rabieri – Roodkraagspecht
- Picus sharpei – Iberische groene specht
- Picus squamatus – Geschubde groene specht
- Picus vaillantii – Levaillants specht
- Picus viridanus – Birmese schubbuikspecht
- Picus viridis – Groene specht
- Picus vittatus – Grote schubbuikspecht
- Picus xanthopygaeus – Kleine schubbuikspecht

Japanse groene specht (P. awokera) ·
grijskopspecht (P. canus) ·
kleine geelkuifspecht (P. chlorolophus) ·
Sumatraanse grijskopspecht (P. dedemi) ·
zwartkopspecht (P. erythropygius) ·
vuurvleugelspecht (P. puniceus) ·
roodkraagspecht (P. rabieri) ·
Iberische groene specht (P. sharpei) ·
geschubde groene specht (P. squamatus) ·
Levaillants specht (P. vaillantii) ·
Birmese schubbuikspecht (P. viridanus) ·
groene specht (P. viridis) ·
grote schubbuikspecht (P. vittatus) ·
kleine schubbuikspecht (P. xanthopygaeus)